# Campionati del mondo di ciclismo su strada 2013 - Gara in linea maschile Under-23
La gara in linea maschile Under-23 dei Campionati del mondo di ciclismo su strada 2013 è stata corsa il 27 settembre in Italia, da Montecatini Terme a Firenze, su un percorso totale di 172,79 km. Lo sloveno Matej Mohorič ha vinto la gara con il tempo di 4.20'18", alla media di 39,82 km/h.

## Squadre e corridori partecipanti
| N.      | Cod. | Squadra               |
| ------- | ---- | --------------------- |
| 1-5     | KAZ  | Kazakistan            |
| 6-11    | FRA  | Francia               |
| 12-17   | GBR  | Gran Bretagna         |
| 18-23   | NED  | Paesi Bassi           |
| 24-29   | NOR  | Norvegia              |
| 30-35   | BEL  | Belgio                |
| 36-40   | ITA  | Italia                |
| 41-45   | GER  | Germania              |
| 46-50   | SLO  | Slovenia              |
| 41-55   | COL  | Colombia              |
| 56-60   | ESP  | Spagna                |
| 51-65   | DEN  | Danimarca             |
| 66-70   | USA  | Stati Uniti d'America |
| 61-76   | AUS  | Australia             |
| 77-81   | LAT  | Lettonia              |
| 82-86   | AUT  | Austria               |
| 87-91   | RUS  | Russia                |
| 92      | CAN  | Canada                |
| 93-98   | ERI  | Eritrea               |
| 99      | UKR  | Ucraina               |
| 100-104 | ECU  | Ecuador               |
| 105-109 | CZE  | Repubblica Ceca       |
| 110     | POR  | Portogallo            |

| N.      | Cod. | Squadra       |
| ------- | ---- | ------------- |
| 111     | HKG  | Hong Kong     |
| 112-117 | BLR  | Bielorussia   |
| 119-122 | MEX  | Messico       |
| 123     | LIB  | Libano        |
| 124-126 | ALG  | Algeria       |
| 127-129 | SWE  | Svezia        |
| 130-132 | RSA  | Sudafrica     |
| 133-135 | CHE  | Svizzera      |
| 136-138 | EST  | Estonia       |
| 139-142 | ISR  | Israele       |
| 143-145 | ARG  | Argentina     |
| 146     | MAS  | Malesia       |
| 147-150 | MAR  | Marocco       |
| 151-153 | MDA  | Moldavia      |
| 154-155 | TUR  | Turchia       |
| 156     | AZE  | Azerbaigian   |
| 157-159 | NZL  | Nuova Zelanda |
| 160-162 | POL  | Polonia       |
| 163-166 | SVK  | Slovacchia    |
| 167-169 | SRB  | Serbia        |
| 170-172 | ROM  | Romania       |
| 173     | ETH  | Etiopia       |

## Ordine d'arrivo (Top 10)
| Pos. | Corridore          | Squadra     | Tempo    |
| ---- | ------------------ | ----------- | -------- |
| 1    | Matej Mohorič      | Slovenia    | 4h20'18" |
| 2    | Louis Meintjes     | Sud Africa  | a 3"     |
| 3    | Sondre Holst Enger | Norvegia    | a 13"    |
| 4    | Caleb Ewan         | Australia   | s.t.     |
| 5    | Toms Skujiņš       | Lettonia    | s.t.     |
| 6    | Davide Villella    | Italia      | s.t.     |
| 7    | Dylan van Baarle   | Paesi Bassi | s.t.     |
| 8    | Silvio Herklotz    | Germania    | s.t.     |
| 9    | Julian Alaphilippe | Francia     | s.t.     |
| 10   | Patrick Konrad     | Austria     | s.t.     |